# پیتر سائوبر
پیتر سائوبر (انگلیسی: Peter Sauber؛ زادهٔ ۱۳ اکتبر ۱۹۴۳ در زوریخ) مدیر اجرایی بازنشستهٔ ورزش‌های موتوری اهل سوئیس است. او مدیر و مالک تیم‌های مختلفی در ورزش‌های موتوری بوده‌است که از شاخص‌ترین این تیم‌ها می‌توان به تیم فرمول یک سائوبر اشاره کرد.